# 貝倫埃斯科巴

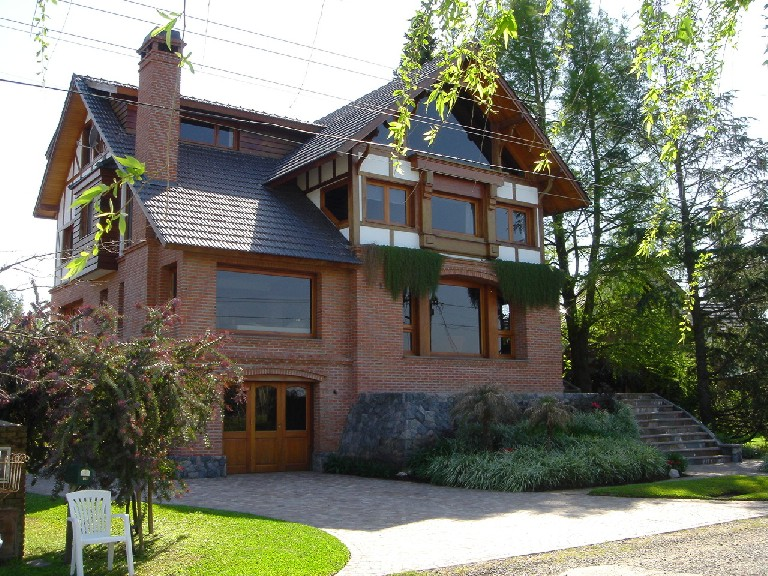
貝倫埃斯科巴內的屋

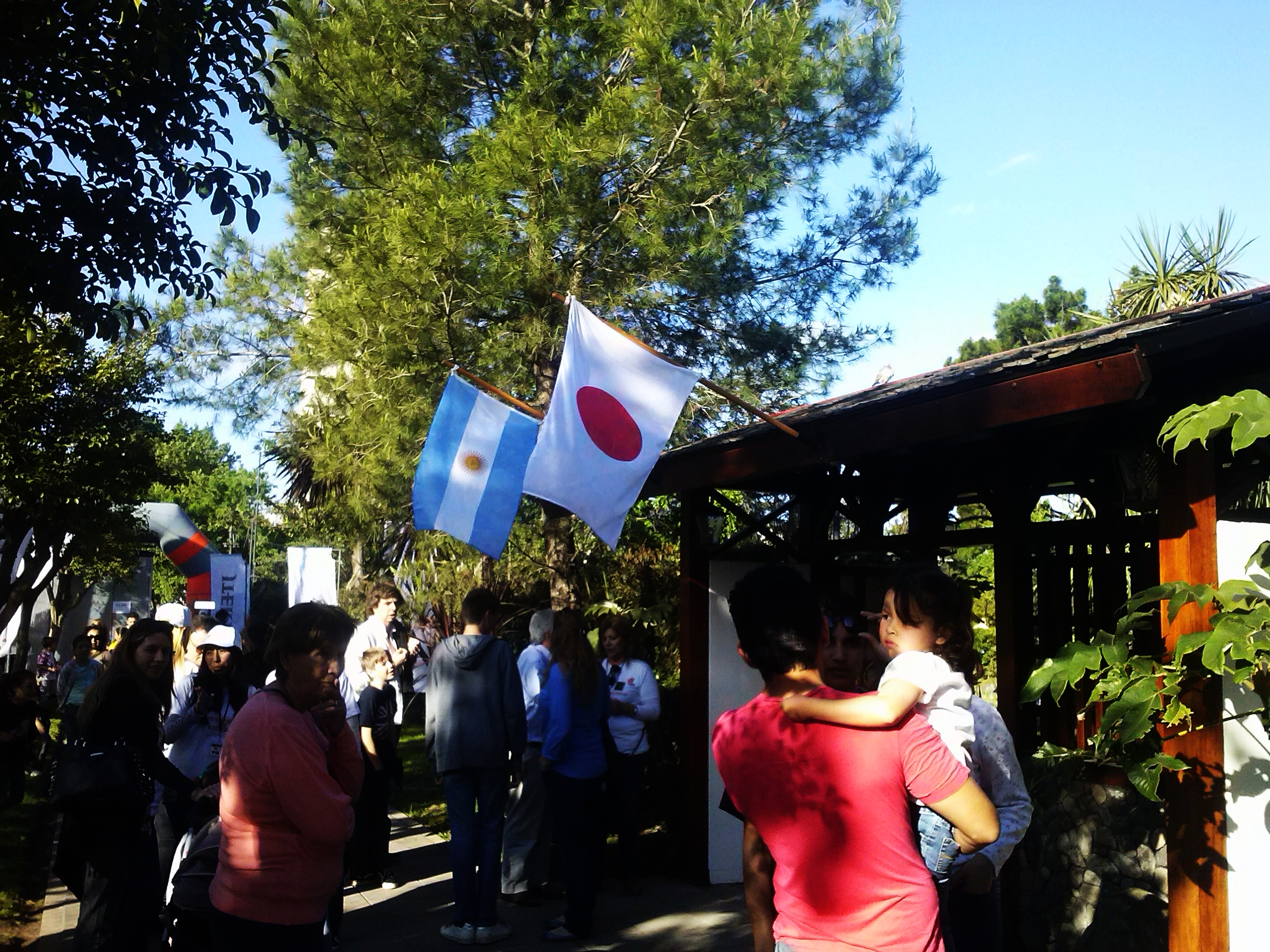
貝倫埃斯科巴內的日本庭園入口

貝倫埃斯科巴（Belén de Escobar），簡稱埃斯科巴（Escobar），是阿根廷布宜諾斯艾利斯省中大布宜諾斯艾利斯內的一個城市。

## 外部連結
- （西班牙文） Official website （页面存档备份，存于）
- （西班牙文） Ciudad Floral website
- （西班牙文） Click Escobar